# Rickert (Familienname)
Rickert ist ein Familienname. Zu Herkunft und Bedeutung siehe Richardson.

## Namensträger
- Andreas M. Rickert (* 1974), deutscher Sozialunternehmer und Molekularbiologe
- Arnold Rickert (1889–1976), deutscher Bildhauer
- Christian Rickert (* 1940), deutscher Maler und Grafiker
- Cornelia Rickert (* 1954), deutsche Volleyballspielerin
- Dieter Rickert (* 1940), deutscher Personalvermittler („Headhunter“)
- Edith Rickert (1871–1938), US-amerikanische Historikerin und Autorin
- Franz Rickert (1904–1991), deutscher Gold- und Silberschmied
- Heinrich Rickert (Politiker) (1833–1902), deutscher Journalist und Politiker
- Heinrich Rickert (Philosoph) (1863–1936), deutscher Philosoph
- Hugo Rickert (1928–2011), deutscher Radrennfahrer und Rahmenbauer
- Johann Rickert (1928–2002), jugoslawisch-deutscher Orgelbauer
- Johannes Rickert (1908–1990), deutscher Maler und Kunsterzieher
- Klaus Rickert (* 1946), deutscher Politiker (FDP)
- Ludwig Rickert (1897–1963), deutscher Politiker, Oberbürgermeister von Bonn
- Marcus Rickert (* 1984), deutscher Fußballtorhüter
- Reinald Rickert (* 1955), deutscher Benediktinermönch
- Shirley Jean Rickert (1926–2009), US-amerikanische Schauspielerin und Burlesque-Tänzerin